# Frontera entre la República Democràtica del Congo i el Sudan del Sud
La frontera entre la República Democràtica del Congo i Sudan del Sud és la línia fronterera de 628 kilòmetres, en sentit Oest-Est, que separa Sudan del Sud del nord-est del territori de la República Democràtica del Congo.

## Traçat
A l'oest forma el trifini entre ambdós estats amb l'extrem est de la República Centreafricana i a l'est del trifini entre ambdós estats i Uganda, pròxim al nord de la regió congolesa de conflictes armats. Separa els estats sudanesos del sud-oest, Equatòria Occidental i Equatòria Central de les províncies congoleses del nord-est, Ituri i Haut-Uele.

## Història
La frontera fou marcada des del segle xix, en ple període colonial. El 1956 l'antic Sudan Angloegipci va assolir la independència, de la mateixa manera que el 1960 ho va aconseguir la colònia del Congo Belga, conegut com a, Congo-Kinshasa, Zaire i posteriorment com a República Democràtica del Congo. Després del referèndum sobre la independència del Sudan del Sud de juliol de 2011 Sudan del Sud es va independitzar del Sudan, i la frontera congolesa amb Sudan va passar a ser la nova frontera del Sudan del Sud